# Macrotrachela speciosa
Macrotrachela speciosa är en hjuldjursart som först beskrevs av Murray 1907.  Macrotrachela speciosa ingår i släktet Macrotrachela och familjen Philodinidae. Inga underarter finns listade i Catalogue of Life.